# Papieska elekcja 1130
Papieska elekcja 14 lutego 1130 – odbyła się po śmierci Honoriusza II i zakończyła podwójnym wyborem: papieża Innocentego II i antypapieża Anakleta II.

## Śmierć Honoriusza II
Honoriusz II zmarł w nocy z 13 na 14 lutego 1130 po trwającej kilka tygodni ciężkiej chorobie. W trakcie swojego pontyfikatu kontynuował on politykę przyjaźni z Cesarstwem, zainicjowaną przez Kaliksta II konkordatem wormackim z 1122 roku, w czym wspierał go kardynał-kanclerz Aymeric de la Chatre. Polityka ta budziła opór wielu starszych kardynałów, weteranów sporu o inwestyturę, którzy traktowali ją jako odstępstwo od ideałów reformy gregoriańskiej.

## Kardynałowie elektorzy

### Obecni w Rzymie
W lutym 1130 roku było najprawdopodobniej 43 kardynałów, jednak nie więcej niż 38 znajdowało się w Rzymie. Kardynałowie wybrani na członków komisji elektorskiej są pogrubieni:
- Pietro Senex (nominacja kardynalska 1102[1]) – kardynał biskup Porto; prymas Świętego Kolegium Kardynałów
- Gilles OSBCluny (10 marca 1123) – kardynał biskup Tusculum
- Wilhelm (10 marca 1123) – kardynał biskup Palestriny
- Mathieu OSBCluny (18 grudnia 1126) – kardynał biskup Albano
- Giovanni z Camaldoli OSBCam (18 grudnia 1126) – kardynał biskup Ostii
- Corrado Demetri (1114) – kardynał biskup Sabiny
- Bonifacy (1100) – kardynał prezbiter S. Marco; protoprezbiter Świętego Kolegium Kardynałów
- Gregorio de Ceccano (1102) – kardynał prezbiter Ss. XII Apostoli
- Desiderio (1115) – kardynał prezbiter S. Prassede
- Sasso de Anagni (1116) – kardynał prezbiter. S. Stefano al Monte Celio
- Giovanni da Crema (1116) – kardynał prezbiter S. Crisogono
- Pietro Pisano (1113) – kardynał prezbiter S. Susanna
- Pietro Pierleoni OSBCluny (1112) – kardynał prezbiter S. Maria in Trastevere
- Piotr (12 czerwca 1120) – kardynał prezbiter S. Marcello
- Sigizo (18 grudnia 1120) – kardynał prezbiter S. Sisto
- Crescenzio di Anagni (1117) – kardynał prezbiter Ss. Marcellino e Pietro
- Pietro Ruffino (9 marca 1118) – kardynał prezbiter Ss. Silvestro e Martino
- Comes (10 marca 1123) – kardynał prezbiter S. Sabina
- Gerardo Caccianemici CanReg (10 marca 1123) – kardynał prezbiter S. Croce in Gerusalemme
- Mateusz (10 marca 1123) – kardynał prezbiter S. Pietro in Vincoli
- Grzegorz (21 lutego 1125) – kardynał prezbiter S. Balbina
- Alderico (21 lutego 1125) – kardynał prezbiter Ss. Giovanni e Paolo
- Piotr (6 marca 1126) – kardynał prezbiter S. Anastasia
- Anzelm (17 marca 1128) – kardynał prezbiter S. Lorenzo in Lucina
- Lectifredo (17 marca 1128) – kardynał prezbiter S. Vitale
- Goselinus (9 marca 1129) – kardynał prezbiter S. Cecilia
- Henryk (1129) – kardynał prezbiter S. Prisca[2]
- Gregorio OSB (1108) – kardynał diakon S. Eustachio; protodiakon Świętego Kolegium Kardynałów
- Gregorio Papareschi (1116) – kardynał diakon S. Angelo in Pescheria
- Roman (1119) – kardynał diakon S. Maria in Portico
- Gionata di Tuscolo (18 grudnia 1120) – kardynał diakon Ss. Cosma e Damiano
- Angelo (10 marca 1123) – kardynał diakon S. Maria in Domnica
- Giovanni Dauferio (10 marca 1123) – kardynał diakon S. Nicola in Carcere
- Gregorio Tarquini (10 marca 1123) – kardynał diakon Ss. Sergio e Bacco
- Aymeric de la Chatre (10 marca 1123) – kardynał diakon S. Maria Nuova; kanclerz Świętego Kościoła Rzymskiego
- Stefano Stornato (21 lutego 1125) – kardynał diakon S. Lucia in Silice
- Albert (24 września 1127) – kardynał diakon S. Teodoro
- Guido del Castello CanReg (1129) – kardynał diakon S. Maria in Via Lata

### Nieobecni
Co najmniej pięciu kardynałów było nieobecnych:
- Guido (21 lutego 1125) – kardynał biskup Tivoli
- Amico OSB (1117) – kardynał prezbiter Ss. Nereo ed Achilleo; opat S. Vincenzo al Volturno
- Uberto Rossi Lanfranchi (10 marca 1123) – kardynał prezbiter S. Clemente; legat papieski w Hiszpanii
- Rustico de Rustici (17 marca 1128) – kardynał prezbiter S. Ciriaco alle Terme; archiprezbiter bazyliki watykańskiej; legat papieski w północnej Italii
- Oderisio di Sangro OSB (1112) – kardynał diakon S. Agata

## Podziały wśród kardynałów i przygotowania do elekcji
Kardynałowie byli podzieleni na frakcję “młodych”, skupionych wokół kanclerza Aymerica, i “starych”, skupionych wokół Pietro Pierleoni. “Młodzi” wspierali politykę pojednania z Niemcami zapoczątkowaną przez konkordat w Wormacji, z podejrzliwością traktowali natomiast normańskich wasalów papiestwa z południa Włoch, przejawiających tendencje ekspansywne. “Starzy” byli natomiast przywiązani do ideałów “gregoriańskich”, opowiadali się za tradycyjną, pro-normańską i anty-niemiecką polityką, a konkordat wormacki traktowali jedynie jako rozwiązanie przejściowe. Na podstawie dostępnych danych można stwierdzić, że wśród "młodych" dominowali kardynałowie z płn. Italii i Francji, natomiast wśród "starych" wielu pochodziło z płd. Italii (rzymian w obu frakcjach prawdopodobnie było mniej więcej tyle samo). Nadto wydaje się, że “starzy” byli powiązani z dawnymi ośrodkami monastycznymi, takimi jak opactwo Montecassino, natomiast “młodzi” związani byli z nowszymi wspólnotami reformatorskimi, takimi jak kongregacje kanoników regularnych, choć nowsze opracowania wskazują, że dowody na te powiązania są zbyt skąpe by na ich podstawie wyciągać daleko idące wnioski.
Do frakcji Aymerica (“młodych”) należało 19 z 43 kardynałów, z czego prawdopodobnie 16 znajdowało się w Rzymie, w tym:
- 9 mianowanych przez Honoriusza II (Giovanni z Ostii, Mathieu z Albano, Guido z Tivoli, Piotr z S. Anastasia, Anzelm z S. Lorenzo in Lucina, Goselinus z S. Cecilia, Rustico z S. Ciriaco, Albert z S. Teodoro i Guido del Castello),
- 6 mianowanych przez Kaliksta II (Wilhelm z Palestriny, Gerardo z S. Croce, Roman z S. Maria in Portico, Gregorio Tarquini, sam kanclerz Aymeric oraz nieobecny Uberto z S. Clemente),
- 1 mianowany przez Gelazjusza II (Pietro Ruffino),
- i tylko 3 mianowanych przez Paschalisa II (Corrado z Sabiny, Giovanni da Crema i Gregorio Papareschi).

Do frakcji “starych” należało natomiast 24 kardynałów (22 obecnych w Rzymie), w tym;
- aż 11 nominatów Paschalisa II (Pietro z Porto, Bonifacy z S. Marco, Gregorio de Ceccano, Pietro Pisano, Crescenzio di Anagni, Desiderio z S. Prassede, Pietro Pierleoni, Sasso de Anagni, Gregorio z S. Eustachio oraz nieobecni Amico z S. Vincenzo i Oderisio z S. Agata),
- 8 nominatów Kaliksta II (Sigizo z S. Sisto, Piotr z S. Marcello, Comes z S. Sabina, Mateusz z S. Pietro in Vincoli, Gionata z Ss. Cosma e Damiano, Angelo z S. Maria in Domnica, Giovanni Dauferio oraz Gilles z Tusculum)
- 5 z nominacji Honoriusza II (Lectifredo z S. Vitale, Grzegorz z S. Balbina, Alderico z Ss. Giovanni e Paolo, Henryk z S. Prisca i Stefano z S. Lucia).

Na powyższy podział nakładały się walki frakcyjne w łonie rzymskiej arystokracji między rodami Pierleoni i Frangipani. Ród Frangipani był sojusznikiem kanclerza Aymerica i jego partii, natomiast Pierleoni sprzyjali “gregorianom”, których liderem był zresztą członek rodu kardynał Pietro Pierleoni.
Wobec powyższych antagonizmów powszechnie obawiano się, że może dojść do schizmy. Aby tego uniknąć, jeszcze w trakcie choroby Honoriusza II kardynałowie uzgodnili szczegóły wyboru nowego papieża. Prawdopodobnie po raz pierwszy w historii papieskich elekcji wybór miał być dokonany w procedurze compromissum, tj. nie przez wszystkich kardynałów, lecz przez wydelegowaną w tym celu komisję. Komisja ta miała liczyć ośmiu kardynałów – w tym dwóch biskupów, trzech prezbiterów i trzech diakonów. Przedstawiciele każdego ze stopni kardynalskich mieli wybrać własnych reprezentantów. Dzięki tej metodzie wyboru – zaproponowanej prawdopodobnie przez Aymerica – frakcja “młodych” uzyskała większość w składzie komisji elektorskiej, gdyż, pomimo iż ogółem stanowiła mniejszość, miała przewagę wśród kardynałów-biskupów i kardynałów-diakonów, podczas gdy “starzy” w zdecydowanej większości byli kardynałami-prezbiterami.
Tym sposobem na ośmiu członków komisji pięciu należało do frakcji “młodych”, w tym obydwaj kardynałowie biskupi (Wilhelm z Palestriny i Corrado z Sabiny), jeden z trzech kardynałów prezbiterów (Pietro Ruffino z Ss. Silvestro e Martino) i dwóch z trzech kardynałów diakonów (kanclerz Aymercic z S. Maria Nuova i Gregorio Papareschi z S. Angelo in Pescheria). “Starych” reprezentowało jedynie dwóch kardynałów prezbiterów (Pietro Pierleoni z S. Maria in Trastevere oraz Pietro Pisano z S. Susanna) i jeden kardynał diakon (Gionata z Ss. Cosma e Damiano).

## Wybór Innocentego II
Honoriusz II zmarł w nocy z 13 na 14 lutego 1130 roku w klasztorze S. Gregorio. Kanclerz Aymeric błyskawicznie przeprowadził jego pogrzeb i zwołał komisję elektorską do dokonania wyboru następcy. W międzyczasie jednak kardynałowie Pietro Pierleoni i Gionata najwyraźniej zorientowali się w podstępie Aymerica, gdyż obaj wycofali się ze składu komisji. Byli oni przekonani, że zrywając quorum uniemożliwią komisji działanie. Aymeric zignorował jednak ten fakt i komisja zebrała się w 6-osobowym składzie:
- Wilhelm, kardynał biskup Palestriny
- Corrado Demetri, kardynał biskup Sabiny
- Pietro Pisano, kardynał prezbiter S. Susanna
- Pietro Ruffino, kardynał prezbiter Ss. Silvestro e Martino
- Gregorio Papareschi, kardynał diakon S. Angelo in Pescheria
- Aymeric de la Chatre,  kardynał diakon S. Maria Nuova i kanclerz Świętego Kościoła Rzymskiego

Mimo protestów kardynała Pietro Pisano pozostali członkowie dokonali wyboru kardynała Gregorio Papareschi, diakona S. Angelo in Pescheria (także członka komisji). Elekt przybrał imię Innocenty II i rankiem 14 lutego został intronizowany w bazylice laterańskiej. Jego wybór niemal natychmiast uznało jeszcze sześciu kolejnych kardynałów: Giovanni z Ostii, Matthieu z Albano, Goselinus z S. Cecilia, Piotr z S. Anastasia, Giovanni z S. Crisogono i Gerardo z S. Croce. Wkrótce dołączyło do nich jeszcze ośmiu kolejnych.

## Wybór Anakleta II
Kiedy wiadomość o pospiesznym wyborze Innocentego II rozeszła się po Rzymie, większość pozostałych kardynałów odmówiła uznania go i jeszcze tego samego dnia zgromadziła się w kościele San Marco, aby przeprowadzić nowy wybór. Początkowo kardynał Pietro Pierleoni zaproponował wybór biskupa Porto Pietro Senex, ten jednak odmówił, wobec czego obrano samego kardynała Pierleoni. Przybrał on imię Anaklet II.
W wyborze Anakleta II uczestniczyli także przedstawiciele niższego duchowieństwa rzymskiego. Wśród sygnatariuszy wydanego jeszcze tego samego dnia dekretu wyborczego obok 14 kardynałów figurują także subdiakoni Świętego Kościoła Rzymskiego m.in. Gregorio, primicerius scholae cantorum i Raniero, archiprezbiter bazyliki S. Maria Maggiore

## Obediencje Innocentego II i Anakleta II wśród kardynałów wiosną 1130 roku
| Obediencja Innocentego II | Obediencja Anakleta II |
| --- | --- |
| 1. Wilhelm, biskup Palestriny 2. Giovanni OSBCam, biskup Ostii 3. Matthieu OSBCluny, biskup Albano 4. Corrado Demetri, biskup Sabiny 5. Guido, biskup Tivoli 6. Giovanni da Crema, prezbiter S. Crisogono 7. Pietro Ruffino, prezbiter Ss. Silvestro e Martino 8. Gerardo Caccianemici CanReg, prezbiter S. Croce in Gerusalemme 9. Uberto Rossi Lanfranchi, prezbiter S. Clemente 10. Piotr, prezbiter S. Anastasia 11. Anzelm, prezbiter S. Lorenzo in Lucina 12. Goselinus, prezbiter S. Cecilia 13. Rustico de Rustici, prezbiter S. Ciriaco, archiprezbiter bazyliki watykańskiej 14. Roman, diakon S. Maria in Portico 15. Gregorio Tarquini, diakon Ss. Sergio e Bacco 16. Aymeric, diakon S. Maria Nuova; kanclerz św. Kościoła Rzymskiego 17. Albert, diakon S. Teodoro 18. Guido del Castello CanReg, diakon S. Maria in Via Lata | 1. Pietro Senex, biskup Porto 2. Gilles OSBCluny, biskup Tusculum 3. Bonifacy, prezbiter S. Marco 4. Gregorio de Ceccano, prezbiter Ss. XII Apostoli 5. Comes, prezbiter S. Sabina 6. Pietro Pisano, prezbiter S. Susanna 7. Desiderio, prezbiter S. Prassede 8. Amico OSB, prezbiter Ss. Nereo ed Achilleo; opat S. Vincenzo al Volturno 9. Sasso de Anagni, prezbiter S. Stefano al Monte Celio 10. Sigizo, prezbiter S. Sisto 11. Crescenzio di Anagni, prezbiter Ss. Marcellino e Pietro 12. Piotr, prezbiter S. Marcello 13. Mateusz, prezbiter S. Pietro in Vincoli 14. Grzegorz, prezbiter S. Balbina 15. Alderico, prezbiter Ss. Giovanni e Paolo 16. Lectifredo, prezbiter S. Vitale 17. Henryk, prezbiter S. Prisca 18. Gregorio OSB, diakon S. Eustachio 19. Oderisio di Sangro OSB, diakon S. Agata 20. Gionata di Tuscolo, diakon Ss. Cosma e Damiano (mianowany prezbiterem S. Maria in Trastevere 22 lutego) 21. Angelo, diakon S. Maria in Domnica 22. Giovanni Dauferio, diakon S. Nicola in Carcere (mianowany prezbiterem S. Pudenziana 22 lutego) 23. Stefano Stornato, diakon S. Lucia in Orthea (mianowany prezbiterem S. Lorenzo in Damaso 22 lutego) Nowi kardynałowie mianowani 22 lutego 1130: 1. Piotr, prezbiter S. Eusebio 2. Gregorio, diakon S. Maria in Aquiro 3. Hermann, diakon S. Angelo in Pescheria 4. Silvio, diakon S. Lucia in Septisolio 5. Roman, diakon S. Adriano |

Kardynał Stefano Stornato w 1132 przeszedł do obozu Innocentego II, Lectifredo i Giovanni Dauferio zrobili to samo w 1133 roku, a Comes z S. Sabina najpóźniej na początku 1137. Na przełomie 1137/38, krótko przed końcem schizmy, obediencję Anakleta II opuścili także Pietro Pisano i Desiderio z S. Prassede.

## Schizma
Obaj pretendenci do tiary zostali konsekrowani 23 lutego 1130. Innocenty II przyjął sakrę biskupią z rąk kardynała Giovanniego z Ostii w kościele S. Maria Nuova, będącym tytularną diakonią kanclerza Aymerica. Anaklet II został konsekrowany przez kardynała Pietro z Porto w bazylice laterańskiej. Niedługo potem Innocenty II musiał uchodzić do Francji, gdyż w samym Rzymie "opinia publiczna" opowiedziała się po stronie Anakleta, który przejął kontrolę nad miastem. Rozpoczęła się trwająca osiem lat schizma. Anakleta poparli Normanowie z południa Włoch, Mediolan, Szkocja, Akwitania i początkowo także Polska, jednak zdecydowana większość Europy opowiedziała się po stronie Innocentego II, głównie pod wpływem Bernarda z Clairvaux.
Wybór obu papieży odbył się z naruszeniem obowiązujących przepisów i obyczajów. Zwolennicy Anakleta II powoływali się na fakt, że wybrała go większość kardynałów, w tym najstarsi i najbardziej doświadczeni, a ponadto uzyskał poparcie niższego duchowieństwa i ludu rzymskiego. Z kolei zwolennicy Innocentego II (np. Bernard z Clairvaux) wskazywali, że poparło go aż 5 z 7 kardynałów biskupów, którym formalnie wciąż obowiązujący dekret In Nomine Domini z 1059 powierzał wybór głowy Kościoła. Obie strony odwoływały się też – poprzez analogię – do reguły benedyktyńskiej, która stanowiła, że w przypadku podwójnej elekcji opata ważny jest wybór dokonany przez “lepszą część” elektorów, rzecz jasna nie było jednak zgody, która część kardynałów była “lepsza” w tym przypadku. Ostatecznie spór rozstrzygnęło powszechne i niemal jednogłośne poparcie dla Innocentego II w świecie chrześcijańskim. Nieliczni zwolennicy Anakleta II wśród władców świeckich stopniowo porzucali jego sprawę jako przegraną. Choć sam Anaklet zdołał utrzymać się w Rzymie aż do śmierci w 1138 roku, jego następca rychło podporządkował się Innocentemu II.